# Хартумская резолюция
Хартумская резолюция 1 сентября 1967 года была подписана на саммите Лиги арабских государств в 1967 году в Хартуме, столице Судана, после окончания Шестидневной войны. Саммит продолжался с 29 августа по 1 сентября, в нём приняли участие главы восьми арабских государств: Египта, Сирии, Иордании, Ливана, Ирака, Алжира, Кувейта и Судана. Резолюция призывает к: продолжению состояния войны с Израилем, окончание арабского нефтяного бойкота, объявленного во время Шестидневной войны, к прекращению гражданской войны в Северном Йемене и экономической помощи для Египта и Иордании. Она известна благодаря третьему пункту, провозглашенному принципом «трех нет»: «нет мира с Израилем, никакого признания Израиля, никаких переговоров с ним …»

## Текст резолюции
1. Конференция подтвердила единство арабских государств, единство совместных действий и необходимости координации и для ликвидации всех различий. Короли, президенты и представители других глав арабских государств на конференции подтвердили позицию своих стран по реализации Устава арабской солидарности, который был подписан во время третьей арабской конференции на высшем уровне в Касабланке.
2. Конференция согласилась с необходимостью консолидации всех усилий по ликвидации последствий агрессии на основании того, что оккупированные земли являются арабскими землями и что бремя восстановления этих земель приходится на все арабские государства.
3. Главы арабских государств договорились объединить свои политические усилия на международном и дипломатическом уровне по ликвидации последствий агрессии и обеспечить вывод агрессивных израильских войск с арабских земель, которые были заняты после агрессии 5 июня. Это будет сделано в рамках основных принципов, по которым арабские государства пребывают, а именно, никакого мира с Израилем, никакого признания Израиля, никаких переговоров с ним, и настаивать на праве палестинского народа в своей собственной стране.
4. Конференция арабских министров финансов, экономики и нефти рекомендует что приостановление перекачки нефти можно быть использовано в качестве оружия в войне. Тем не менее, после тщательного изучения вопроса, совещание в верхах пришло к выводу, что добыча нефти сама по себе может быть использован в качестве положительного фактора, так как нефть является арабским ресурсом, который может быть использован для укрепления экономики арабских государств, непосредственно пострадавших от агрессия, так что эти государства смогут выстоять в битве. Конференция, поэтому решила возобновить перекачку нефти, так как нефть является положительным арабским ресурсом, который может быть использован на службе у арабов. Это может способствовать усилиям, чтобы дать возможность арабским государствам, которые подвергались агрессии и тем самым потеряли экономические ресурсы, чтобы восстановиться и ликвидировать последствия агрессии. Нефтедобывающие государства, фактически, участвуют в усилиях, позволяющих государствам, пострадавшим от агрессии, твердо стоять перед лицом любого экономического давления.
5. Участники конференции одобрили план, предложенный Кувейтом, о создании Фонда арабского экономического и социального развития на основании рекомендации конференции в Багдаде, проведённой арабскими министрами финансов, экономики и нефти.
6. Участники договорились о необходимости принятия необходимых мер по укреплению воинской подготовки на все случаи жизни.
7. Конференция решила ускорить ликвидацию иностранных военных баз в арабских государствах.

## Интерпретации
Комментаторы часто представляют резолюции в качестве примера арабской отрицательной позиции. Эфраим Галеви, Гай Бен-Порат, Стивен Р. Давид, Юлиус Стоун и Ян Бреммер все согласны, что хартумская резолюция признает отказ от права Израиля на существование.
Организация освобождения Палестины (ООП) сама использует Хартумскую резолюцию, выступая против признания права Израиля на существование, которое было ясно выражено в Резолюции Совета Безопасности Организации Объединённых Наций 242.
Бенни Моррис пишет, что арабские лидеры «выработали дерзкую, отвергающую площадку, которая должна была омрачать все мирные шаги в регионе за последний десяток лет». Он положил часть вины на Израиль, говоря «Частично, Арабская резолюция была ответом на нежелание Израиля или невозможности рассмотрения выхода с Западного берега р. Иордан и сектора Газа в рамках любого мирного урегулирования». Одд Бул из ООН по наблюдению за выполнением условий перемирия (UNTSO) высказал мнение, во многом такое же ещё в 1976 году.
Ави Шлаим утверждал, что арабские представители интерпретировали Хартумскую резолюцию, «Нет формального мирного договора, но не отказ от мира; нет прямых переговорам, но не отказ говорить через третьих лиц; и не де-юре признания Израиля, но принятие его существования как государства» (курсив в оригинале). Шлаим заявляет, что конференция стала поворотным пунктом в арабо-израильских отношений, отметив, что Насер призвал Хусейна искать «всеобъемлющего урегулирования с Израилем». Шлаим признает, что ни одно из этого не было известно в Израиле в то время, лидеры которого приняли «три нет» за чистую монету.
Несмотря на то, что косвенные переговоры между Израилем, Иорданией и Египтом в конце концов открылись под эгидой Миссии Яринга (1967—1973), и тайные прямые переговоры состоялись также между Израилем и Иорданией, но не удалось добиться значимого урегулирования, заводя в новый раунд конфликта.